# Милан Миличевић
Милан Миличевић (Зеница, 25. јануар 1963) српски је политичар и специјалиста неурологије. Тренутни је градоначелник Теслића.

## Биографија
По образовању је доктор медицине - специјалиста неурологије. Дипломирао је на Медицинском факултету у Београду 1988. године. Завршио је специјализацију из неурологије 2000. године. У Дому здравља у Теслићу радио од 1989. године, гдје од 2012. године ради волонтерски као специјалиста неуролог. Од 2005. до 2012. године обављао функцију замјеника директора Дома здравља "Свети Сава" у Теслићу. Активно учествује у више пројеката за помоћ дјеци са посебним потребама и борби против наркоманије.
Био је члан Војске Републике Српске од 1992. до 1996. године и стекао статус борца прве категорије. Носилац Повеље-Похвале Команданта I Крајишког корпуса „За посебан допринос, храбро и јуначко држање у борби за слободу српског народа“.
Ожењен је и отац је двоје дјеце.

## Политичка каријера
Прије ступања на мјесто начелника општине Теслић био је одборник у Скупштини општине Теслић од 2008. до 2012, предсједник Клуба одборника СДС-а, предсједник Општинског одбора СДС-а Теслић, као и члан Главног одбора СДС-а.
Крајем 2018. одборници у скупштини општине Теслић, предвођени СНСД-ом изгласали су одлуку о опозиву начелника општине. На референдуму који је одржан 3. марта 2019. већина изашлих грађана је гласала против опозива Миличевића.
Од новембра 2022. године до јула 2025. био је предсједник Српске демократске странке (СДС).